# Liste estnischer Inseln
Die Liste der Inseln Estlands gibt einen Überblick über zahlreiche kleine und große Inseln des Landes. Vor der estnischen Ostseeküste liegen nach amtlichen Angaben 2317 Inseln, von denen aber nur 19 bewohnt sind. In Seen und Flüssen kommen 133 größere Inseln hinzu.

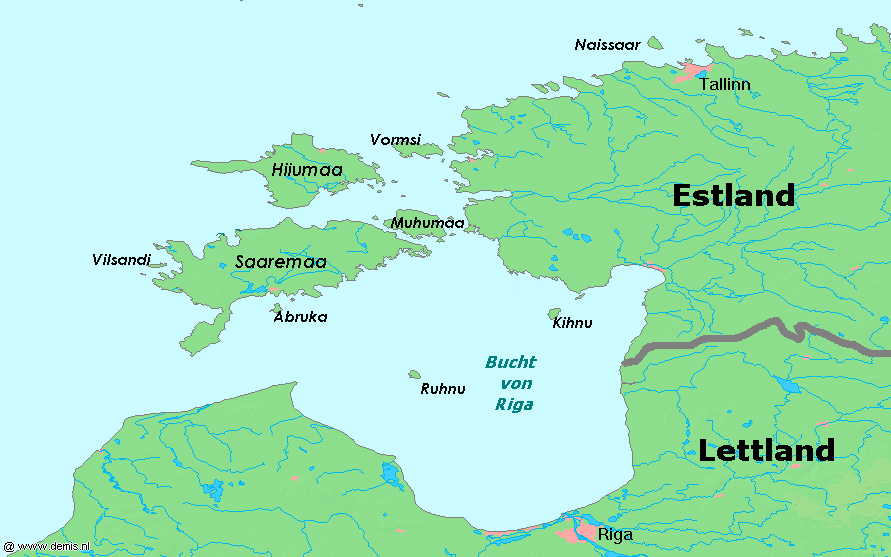
Die größten Inseln Estlands

## Begriffe
Saar bedeutet auf Estnisch Insel, laid Eiland. Estnisch unterscheidet noch zwischen rahu (Riff), kare, nasv, mäkki, kivi (Fels), kuiva und skäär (Schäre).

## Nach Größe geordnet
Diese Liste enthält die 30 größten Inseln des Landes, von denen 18 bewohnt sind. Zusätzlich sind enthalten die bewohnte Insel Mohni (nach Fläche an 38. Stelle) und zwei Inseln, die den nördlichsten und westlichsten Punkt des Landes darstellen.
| Insel                                           | Fläche km² | Einwohner | Einw. /km² | Lage Anmerkungen                                                            | Bild                        |
| ----------------------------------------------- | ---------- | --------- | ---------- | --------------------------------------------------------------------------- | --------------------------- |
| Saaremaa Ösel                                   | 2671       | 30966     | 11,6       | Moonsund-Inseln Größte Insel des Landes                                     | Leuchtturm bei Sääre, Sõrve |
| Hiiumaa Dagö                                    | 989        | 11087     | 11,2       | Moonsund-Inseln                                                             | Tahkuna-Halbinsel           |
| Muhu Moon/Mohn                                  | 198        | 1476      | 7,5        | Moonsund-Inseln                                                             | Muhu, Nordküste             |
| Vormsi Worms                                    | 93         | 350       | 3,8        | Moonsund-Inseln                                                             | Vormsi, Hafen               |
| Kassari Kassargen                               | 19,3       | 300       | 16         | Moonsund-Inseln                                                             | Kassari, Landzunge          |
| Naissaar Nargen                                 | 18,6       | 10        | 0,5        | Finnischer Meerbusen                                                        | Naissaar, Luftbild          |
| Kihnu (Kühnö) Kulturerbe                        | 16,4       | 490       | 30         | Rigaischer Meerbusen                                                        | Kihnu, Küste                |
| Väike-Pakri Klein Pakri                         | 12,9       | 8         | 0,6        | Finnischer Meerbusen                                                        | Väike-Pakri, Küste          |
| Suur-Pakri Groß Pakri                           | 11,6       | -         |            | Finnischer Meerbusen                                                        | Suur-Pakri, Küste           |
| Ruhnu Runö                                      | 11,4       | 56        | 4,9        | Rigaischer Meerbusen                                                        | Ruhnu, Küste                |
| Abruka Abro                                     | 8,8        | 33        | 3,7        | Moonsund-Inseln                                                             | Abruka, Küste               |
| Vilsandi (Filsand)                              | 8,8        | 30        | 3,4        | Moonsund-Inseln westlichste bewohnte Insel siehe auch Nationalpark Vilsandi | Vilsandi, Küste             |
| Piirissaar Porka                                | 7,8        | 67        | 8,6        | Peipus-See Größte Binneninsel des Landes                                    | Piirissaar, Piirissaar      |
| Prangli Wrangelsholm                            | 6,4        | 80        | 12,5       | Finnischer Meerbusen                                                        | Prangli, Küste              |
| Osmussaar Odinsholm                             | 4,6        | 3         | 0,65       | Finnischer Meerbusen                                                        | Osmussaar, Küste            |
| Vohilaid Wohhi Zufahrt!                         | 3,9        | -         |            | Moonsund-Inseln                                                             | Vohilaid, Küste             |
| Aegna Wulf                                      | 2,9        | 10        | 3,4        | Finnischer Meerbusen                                                        | Aegna, Küste                |
| Kõinastu laid Drotzenholm                       | 2,6        | 1         | 0,4        | Moonsund-Inseln                                                             | Kõinastu, Leuchtfeuer       |
| Võilaid                                         | 2,5        | -         |            | Moonsund-Inseln                                                             |                             |
| Tauksi (Tauks) Nationalpark                     | 2,5        | -         |            | Moonsund-Inseln                                                             | Tauksi, Küste               |
| Suurlaid                                        | 1,9        | -         |            | Moonsund-Inseln                                                             | Suurlaid, Lage              |
| Manilaid (Manija)                               | 1,9        | 31        | 16,3       | Rigaischer Meerbusen                                                        | Manilaid                    |
| Väike-Tulpe Klein Tulpe                         | 1,8        | -         |            | Moonsund-Inseln                                                             |                             |
| Kesselaid Schildau                              | 1,7        | 7         | 4,1        | Moonsund-Inseln                                                             | Kesselaid, Küste            |
| Heinlaid (Hainalaidsholm)                       | 1,6        | -         |            | Moonsund-Inseln                                                             | Heinlaid                    |
| Saarnaki laid Sarnak                            | 1,4        | -         |            | Moonsund-Inseln                                                             | Saarnaki laid               |
| Kaevatsi laid (Swinholm)                        | 1,4        | -         |            | Moonsund-Inseln                                                             | Kaevatsi, Lage              |
| Loonalaid Lettenholm Nationalpark               | 1,1        | -         |            | Finnischer Meerbusen                                                        | Loonalaid, Hof (1920er)     |
| Rammu saar Rammo                                | 1,0        | -         |            | Finnischer Meerbusen                                                        | Rammu, Luftbild             |
| Hanikatsi laid                                  | 0,9        | -         |            | Moonsund-Inseln                                                             | Hanikatsi, Luftbild         |
| Mohni Ekholm 38. Stelle                         | 0,6        | 2         | 3,3        | Finnischer Meerbusen                                                        | Mohni, Leuchtturm           |
| Vaindloo Stenskär nördlichster Punkt des Landes | 0,06       | -         |            | Finnischer Meerbusen                                                        | Vaindloo                    |
| Nootamaa Stenskär westlichster Punkt des Landes | 0,06       | -         |            | Moonsund-Inseln                                                             | Nootamaa, Lage              |

## Alphabetisch

### A
Abruka (Abro) – Adralaid – Aegna (Wulf) – Ahelaid – Aherahu – Ahessäär – Aksi (Klein-Wrangelsholm) – Allirahu – Allu – Alumine Vaika – Ankrurahu – Annilaid

### E
Eedikrava – Eerikukivi – Eerikulaid – Elmrahu – Esirahu

### G
Gretagrund – Gutagrunne

### H
Hanemaa – Hanerahu – Hanikatsi – Hara – Harilaid – Heinlaid – Hellamaa rahu – Hiiumaa (Dagö) – Hobulaid – Hõralaid – Härjakare – Härjamaa – Hülgerahu

### I
Imutilaid – Innarahu

### J
Juhanirahu

### K
Kadakalaid – Kaevatsi laid – Kahtla laid – Kajakarahu – Kakralaid – Kakrarahu – Kassari – Kasselaid – Keri – Keskmine Vaika – Kesselaid – Kihnu (Kühnö) – Koipsi – Kriimi laid – Kräsuli – Kuivarahu – Kullilaid – Kumari laid – Kumbli – Kõinastu laid – Kõrgelaid (Hiiu) – Kõrgelaid (Kiudu lõpp) – Kõrgelaid (Udriku laht) – Kõverlaid – Krassi saar – Kuradisäär – Külalaid

### L
Laasirahu – Langekare – Leemetikare – Liia – Liisi laid – Liivakari – Linnusitamaa – Loonalaid – Luigerahu

### M
Maakrirahu – Malusi saared – Manilaid – Mardirahu – Mohni – Mondelaid – Muhu (Mohn) – Mustarahu

### N
Naissaar (Nargen) – Naistekivi maa – Ninalaid – Nootamaa

### O
Öakse – Oitma laid – Ojurahu – Öörahu – Oosäär – Orikalaid – Oosla maa – Osmussaar (Odinsholm)

### P
Paelaid (Kõiguste laht) – Paelaid (Saareküla) – Paerahu – Pakulaid – Papilaid – Papirahu – Pasilaid (Pasja) – Pihlakare – Pihlalaid – Piirissaar – Prangli (Groß-Wrangelsholm)  – Puhtulaid – Pühadekare – Pujurderahu

### R
Rammu – Ristlaid – Rohurahu – Rohusi – Rooglaid (Kiudu lõpp) – Rooglaid (Kunnati laht) – Rooglaid (Lääne) – Rooglaid (Saaremetsa) – Rooglaid (Udriku laht) – Rooglaid (Undu laht) – Ruhnu (Runö) – Rukkirahu

### S
Saare ots – Saaremaa (Ösel) – Saarnaki laid (Sarnak) – Salava – Sangelaid – Seasaar – Selglaid – Sillalaid – Silmarahu – Sipelgarahu – Sitakare – Sorgu – Suurlaid (Muhu) – Suur Viirelaid – Suurlaid (Saare) – Suur-Pakri (Groß-Rogö) – Sõmeri (Sommerö)

### T
Taguküla laid – Tallukrava – Tarja – Tauksi (Tauks) – Telmen/i saar (Tälmen) – Telve – Tiirloo – Tondirahu – Tondisaar – Täkulaid – Täkunasv

### U
Udrikulaid – Uhtju saar – Uhtju saared – Ulasrahu – Ülemine Vaika saar – Ülerahu – Umpasaar – Umalakotid – Umblu – Urverahu – Uuemererahu – Uulutilaid – Uus-Nootamaa

### V
Vahase – Väike Viirelaid – Vaindloo – Valgerahu – Vareslaid – Varesrahu – Vesiloo – Vesitükimaa – Viirelaid (Kuusnõmme laht) – Viirelaid (Laidevahe laht) – Viirelaid (Muhu) – Viirelaid (Pärnu) – Viirelaid (Udriku laht) – Vilsandi (Filsand) – Vissulaid – Vohilaid (Wohhi) – Vormsi (Worms) – Võilaid – Võrgukare – Väike-Pakri – Väike-Tulpe